# パッション (テレビ制作会社)
株式会社パッション（登記社名: 株式会社PASSION、英: Passion Co.,Ltd.）は、テレビ番組の制作プロダクション。日本テレビ、TBS、テレビ東京を中心に、スポーツ、報道、ドキュメンタリー、情報番組の制作を行っている。

## 沿革
- 株式会社マイプランでプロデューサーをしていた栄永英幸が代表になり設立。

## 所属スタッフ
- 栄永英幸 (代表取締役社長、プロデューサー)
- 志村孝幸 (取締役、カメラマン)
- 高橋淳 (取締役、演出)
- 村田聡子 (取締役、プロデューサー)
- 中村英雄 (プロデューサー)
- 大竹暁 (ディレクター)
- 飯塚淳一 (ディレクター)
- 鎌田泰子 (ディレクター)

## 主な制作番組
（凡例）太字：現在放映中の番組または継続中の特番
<レギュラー>
- Going!Sports&News (日本テレビ)
- 運命を変える1秒 (日本テレビ)
- 次の瞬間、熱くなれ。THE BASEBALL (日本テレビ)
- 未来シアター (日本テレビ)
- NEWS ZERO → news zero キャスターコーナー (日本テレビ)
- Dramatic Game 1844 (日本テレビ)
- アスリートの輝石 (BS日テレ)
- 未来へのカタチ (BS日テレ)
- サル者 (BS日テレ)
- Fリーグダイジェスト (BS日テレ)
- 荒川静香のフレンズハート (日テレプラス)
- The Moments-北京へと続く瞬間- (日本テレビ)
- がんばれ☆ニッポンのスポーツ人～夢をささえる食卓～ (BS日テレ)
- ピラメキーノ (テレビ東京)

<スペシャル番組>
- 24時間テレビ 「愛は地球を救う」 津軽海峡縦断リレー (日本テレビ)
- 24時間テレビ 「愛は地球を救う」 津軽海峡縦断リレーリベンジ (日本テレビ)
- 24時間テレビ 「愛は地球を救う」 盲目の少女がトライアスロンに挑戦 (日本テレビ)
- 24時間テレビ 「愛は地球を救う」 石川遼 子どもたちへの特別授業 (日本テレビ)
- 24時間テレビ 「愛は地球を救う」 義足の少女が縄文杉に会いに行く～屋久島登山～ (日本テレビ)
- 徳光&所の世界記録工場 (日本テレビ)
- 中居正広の7番勝負!超一流アスリートVS芸能人どっちが勝つの?SP (日本テレビ)
- 徳光&中居の豪快年忘れ! 超一流アスリート大感謝祭! (日本テレビ)
- 徳光&所の復活えらい人グランプリ・15年分の偉人SP (日本テレビ)
- 芸能人ウワサの美人妻 顔出し解禁100連発スペシャル (日本テレビ)
- SPORTS★LEGEND クラブのワールドカップ開幕前夜に世界一の伝説決定SP (日本テレビ)
- 全国高校サッカー最後のロッカールーム (日本テレビ)
- アスリート達の涙 (テレビ東京)
- アスリート感動劇場 〜1億の心に響く物語〜第1回～第3回 (テレビ東京)
- ジャンクSPORTS (フジテレビ)